# 邦吉公司
邦吉公司（英語：Bunge Limited），是一家美国农业和粮食公司，為全球四大粮商之一，其他三家为路易达孚，嘉吉公司和阿奇尔丹尼斯米德兰。
邦吉亦是一家植物蛋白生产商。2021年，邦吉在全球植物蛋白配料企业榜单中排行第18。

## 历史
1818年创建于阿姆斯特丹，1859年公司搬迁至安特卫普，1884年将品牌带入阿根廷，1905年延伸至巴西和美国。1994年将注册地改为百慕大。2001年在纽约证券交易所挂牌上市。
2017年5月，瑞士嘉能可开始寻求收购邦吉。2017 年 6 月上旬，邦吉聘请顾问帮助其抵御嘉能可的收购。2018 年 1 月 19 日，据报道，阿彻丹尼尔斯米德兰已就收购事宜与邦吉公司接洽，但细节“尚不清楚”。 那时，邦吉的市值约为 98 亿美元，并且仍在被嘉能可寻求收购。
2020 年 4 月，邦吉宣布同意向 Zen-Noh Corporation 出售35处位于美国的粮仓。出售的完成有待监管部门批准，预计将于 2020 年第四季度或 2021 年第一季度完成。